# علبة مثلية
العلبة المثلية أو صندوق النحت (بالإنجليزية: homeobox) هي تسلسل دنا موجود ضمن المورثات يشارك في تنظيم تنامي الحيوانات (التشكل الحيوي)، أيضا الفطريات والنباتات. المورثات التي تحوي علبة مثلية تدعى مورثات العلبة المثلية وتشكل عائلة مورثات العلبة المثلية

## اكتشافها
اكتشفت بشكل مستقل في عام 1983 من قبل والتر غيهرين وزملائه في جامعة بازل سويسرا، وأيضا ماثيو سكوت وامي فاينر اللذان كانا يعملان مع توماس كاوفمان في جامعة إنديانا

## مواقع خارجية
- Homeodomain Resources provided by Thomas R. Brglin
- Discovering the Homeobox نسخة محفوظة 24 سبتمبر 2012 على موقع واي باك مشين.
- Homeobox في المكتبة الوطنية الأمريكية للطب نظام فهرسة المواضيع الطبية (MeSH).

- هذه المَقالة تَشتمل على نَص من المِلكية العامة لِـ بفام وَإنتربرو {{{1}}}.